# Bruxisme
Bruxisme oftewel tandenknarsen is een parafunctie van het gebit. Dit gebeurt door het over elkaar schuiven van boven- en ondertanden; hierbij kan een knarsend geluid gehoord worden.
Over het algemeen gebeurt het 's nachts tijdens de slaap en onbewust. De wereldwijde prevalentie van bruxisme tijdens de slaap is 21% en tijdens het waken 23%.

## Oorzaken
Oorzaken van bruxisme zijn gebrekkige tandcontacten (premature contacten of soms malocclusie genoemd), mentale spanning (stress), of als een bijwerking van drugs, waaronder amfetaminen en MDMA.

## Gevolgen
Door tandenknarsen ontstaan er eerst slijtvlakken (attritie) op de tanden, waardoor het glazuur afslijt en de dentine bloot komt te liggen zodanig dat cariës en tandgevoeligheid kunnen ontstaan. Verder wordt het steunweefsel van de tanden aangetast (door overbelasting) zodanig dat de tanden los komen en het kaakgewricht aangetast wordt (Costen-syndroom).
Ook andere klachten kunnen het gevolg zijn van bruxisme, zoals slecht slapen, hoofdpijn, pijnlijke kaakgewrichten en -spieren, tand- en kiespijn, vermoeidheid en nek- en schouderklachten.

## Therapie
De behandeling kan bestaan uit het inslijpen van de premature contacten, het behandelen van de stress en het dragen van een opbeetplaat, ook wel splint genoemd.
Een opbeetplaat is een hoefvormige kunstharsplaat die op de boventanden geplaatst wordt. De zijde naar de ondertanden is glad en heeft met alle ondertanden contact, ook wanneer de onderkaak zijdelingse bewegingen doet. Men spreekt dan van een gebalanceerde occlusie.
Een logopedist gespecialiseerd in OMFT (Oro-myofunctionele therapie) kan helpen de mondspieren weer in balans te brengen, waardoor klachten verminderen.
Het gebruik van botox in de kaakspier is ook een van de mogelijke behandelmethoden om bruxisme te behandelen, alhoewel is er pas één gedegen wetenschappelijk onderzoek onder 30 deelnemers die de effecten van botox positief toeschrijft op de behandeling.

## Spraakgebruik
In de literaire taal wordt tandengeknars als teken van wrevel gebruikt, ontleend aan het Nieuwe Testament: "Daar zal geween zijn en tandengeknars".